# Burhinus grallarius
Burhinus grallarius е вид птица от семейство Burhinidae.

## Разпространение
Видът е разпространен в Австралия, Индонезия и Папуа Нова Гвинея.